# Virilist
Als Virilist  (lat. vir = Mann) bezeichnete man im Konstitutionalismus des 19. Jahrhunderts in Deutschland und Österreich-Ungarn eine Person, die aufgrund ihres Amtes als Bischof, als Richter oder Rektor einer Universität einen Sitz ex-officio in einer legislativen Körperschaft innehatte.
Dieser Begriff war u. a. auch in Siebenbürgen gebräuchlich. In Österreich wurden sie vom Kaiser in das Herrenhaus berufen.
Selbst heute noch existiert diese Bezeichnung, so zum Beispiel im Österreich-Konvent des österreichischen Parlaments.
Siehe auch: Virilstimme